# Krynica (obwód brzeski)

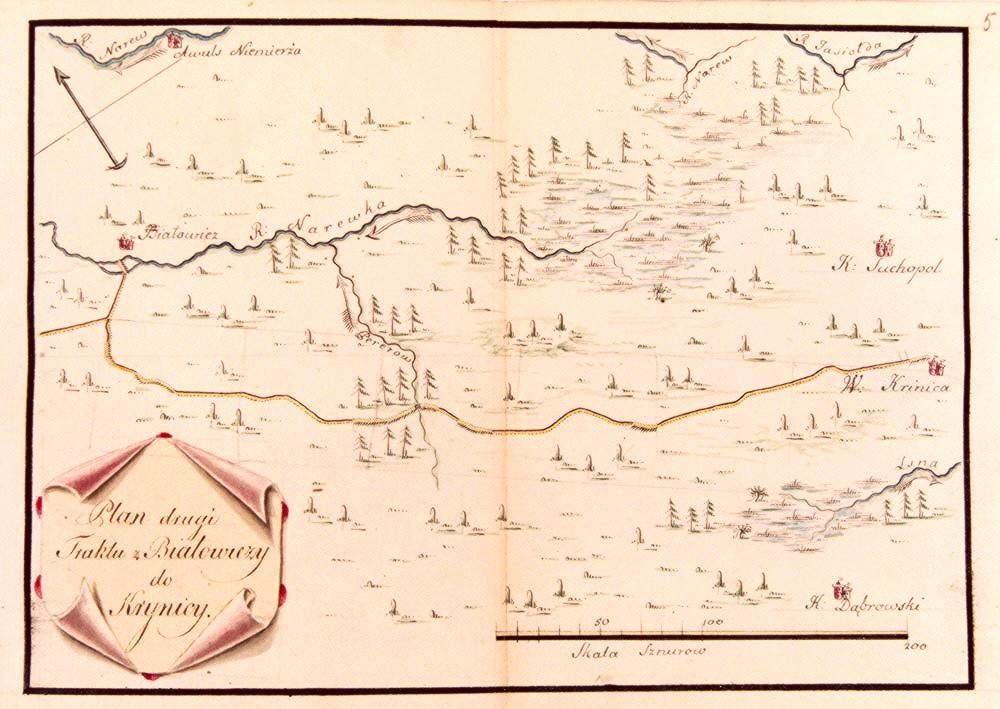
Michał Połchowski — Plan drugi Traktu z Białowieży do Krynicy

Krynica (biał. Крыніца, Krynica; ros. Криница, Krinica) – wieś na Białorusi, w obwodzie brzeskim, w rejonie prużańskim, w sielsowiecie Szereszów.
W latach 1921–1939 należała do gminy Suchopol.
Według Powszechnego Spisu Ludności z 1921 roku wieś i folwark zamieszkiwało 139 osób, wśród których jedna było wyznania rzymskokatolickiego, 125 prawosławnego a 13 mojżeszowego. Jednocześnie jeden mieszkaniec zadeklarował polską przynależność narodową a 138 białoruską. Było tu 29 budynków mieszkalnych.
W miejscowości znajduje się cmentarz prawosławny z kaplicą pw. św. Aleksandra Newskiego, administrowany przez parafię w Suchopolu.